# Ариел Ортега
Арие́л Арна́лдо Орте́га (на испански: Ariel Arnaldo Ortega е аржентински футболист, атакуващ полузащитник, национален състезател. Играч е на „Ривър Плейт“, с който има 293 мача и 67 гола. Играл е на 3 световни първенства - 1994, 1998 и 2002 г. Част е от тима на Аржентина, носител на сребърните медали на летните олимпийски игри през 1996 г.

## Биография
Роден е на 4 март 1974 година в Либертадор Генерал Сан Мартин, окръг Ледесма, провинция Хухуй, Северозападна Аржентина.
Възпитаник на футболния клуб „Ривър Плейт“. След редица години, прекарани в европейските клубове „(Парма“, „Валенсия“, „Сампдория“), Ортега се връща в Аржентина през 2004 година — отначало играе за „Нюелс Олд Бойз“, а през 2006 г. се връща в „Ривър Плейт“. През 2008 година при Ортега започват да възникват проблеми с новия наставник на отбора Диего Симеоне. Основно те се отнасят до нарушения на режима поради пристрастия на Ортега към алкохола. Без оглед на спечелената 33-та шампионска титла, Ортега е отчислен от отбора в средата на 2008 година. В изиграното първенство „Апертура“ през 2008 г. „Ривър Плейт“, действащият шампион, финишира на последното, 20-о място. Ортега подписва едногодишен договор с клуба „Индепенденте Ривадавия“ от втора аржентинска дивизия . Паралелно той се лекува от алкохолна зависимост в една чилийска болница. Изборът на отбор е обусловен от географската близост на провинция Мендоса до Чили.
В средата на 2009 година Ортега се връща в „Ривър Плейт“. Той е призован в националния отбор от Диего Марадона за приятелския мач против Гана на 30 септември, но не участва в срещата, тъй като получава травма в предшестваща игра за „Ривър Плейт“.
На 13 януари 2011 година Ортега отива под наем в аржентинския „Атлетико Ол Бойс“ .
На 10 август 2011 г. преминава под наем в клуба „Дефенсорес де Белграно“ от трета аржентинска дивизия .
На 9 август 2012 година Ортега обявява, че завършва игровата кариера 
От 2014 до 2015 г. е треньор на „Ривър Плейт“.

## Постижения
Ривър Плейт
- Шампион на Аржентина: 1991 (Апертура), 1993 (Апертура), 1995 (Апертура), 2002 (Клаусура), 2008 (Клаусура)
- Носител на Купата Либертадорес: 1996

Парма
- Носител Суперкупата на Италия: 1999

Нюелс Олд Бойс
- Шампион на Аржентина: 2004 (Апертура)

Аржентина
- Победител в Панамериканските игри: 1995